# Raymond Beazley

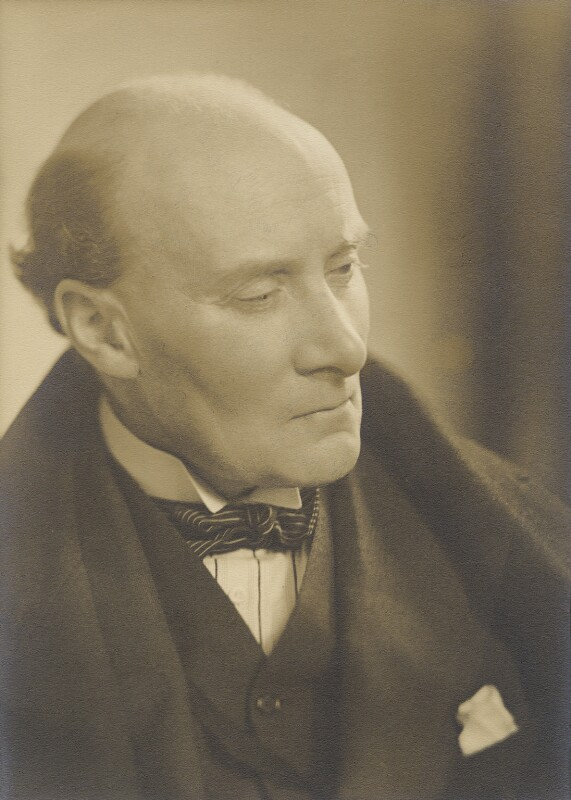
Sir Charles Raymond Beazley

Sir Charles Raymond Beazley (* 3. April 1868; † 1. Februar 1955) war ein englischer Historiker. Von 1909 bis 1933 wirkte er als Professor an der Universität Birmingham.
Er war Sohn des Pfarrers Joseph Beazley und seiner Frau Louisa. Er kam in Blackheath zur Welt und war Schüler der elitären St Paul’s School. Er war Absolvent der King’s College London und Balliol College, Oxford. Seine wissenschaftliche Laufbahn begann als Fellow am Merton College, Oxford und setzte sich als Dekan der Fakultät für Geschichte in Birmingham fort.
Beazley war in den Jahren vor Englands Eintritt in den Zweiten Weltkrieg pro-deutsch. Er positionierte sich entsprechend im intellektuellen und politischen Establishment der Zwischenkriegszeit. Er veröffentlichte regelmäßig Beiträge im Anglo-German Review seit der Gründung der Zeitschrift in 1936. Ebenso diente er auf nationaler Ebene in der ''Link'' Organisation, die sich für den deutschen Faschismus einsetzte. Prof. Beazley und andere Mitglieder dieser Gruppe unterzeichneten am 12. Oktober 1938 einen in der Times von London veröffentlichten Brief, „in dem die Verfasser das Münchener Abkommen vom 30. September 1938 uneingeschränkt begrüßten und einen weitreichenden Ausgleich mit dem nationalsozialistischen Deutschland forderten.“

## Schriften
- James the First of Aragon (= The Lothian Essay. 1889, ZDB-ID 1079096-2). Blackwell u. a., Oxford u. a. 1890, (Digitalisat).
- Prince Henry the Navigator. The Hero of Portugal and of Modern Discovery. 1394–1460 A.D. With an Account of Geographical Progress throughout the Middle Ages as the Preparation for his Work (= Heroes of the Nations. 12, ZDB-ID 1092386-X). Putnam’s Son’s, New York NY u. a. 1895, (Digitalisat)[3].
- The Dawn of Modern Geography. A History of Exploration and Geographical Science. 3 Bände. 1897–1906;
  - Band 1: From the Conversion of the Roman Empire to a. D. 900, with an Account of the Achievements and Writings of the early Christian, Arab and Chinese Travellers and Students. Murray, London 1897, (Digitalisat)[4];
  - Band 2: From the Close of the Ninth to the Middle of the Thirteeth Century. (c. A.D. 900–1260). Murray, London 1901, (Digitalisat)[5];
  - Band 3: From the Middle of the Thirteeth to the early Years of the Fifteenth Century. (c. A.D. 1260–1420). Clarendon Press, Oxford 1906, (Digitalisat)[6].
- John and Sebastian Cabot. The Discovery of North America (= Builders of Greater Britain. 3). Fisher Unwin, London 1898, (Digitalisat).
- als Übersetzer mit Edgar Prestage: Gomes Eannes de Azurara: The Chronicle of the Discovery and Conquest of Guinea (= Works issued by the Hakluyt Society. Nr. 95 und 100, ISSN 0072-9396). 2 Bände. The Hakluyt Society, London 1896–1899, (Digitalisate: Band 1. Band 2).
- Einführung in: Voyages and Travels mainly during the 16th and 17th Centuries (= An English Garner. ZDB-ID 1002892-4). 2 Bände. Constable and Co., Westminster 1903, (Digitalisate: Band 1. Band 2).
- als Herausgeber mit Edward John Payne: Voyages of the Elizabethan Seamen. Select Narratives from the ‘Principal Navigations’ of Hakluyt. Clarendon Press, Oxford 1907, (Digitalisat).
- A Note-book of Mediaeval History. A.D. 323–A.D. 1453. Clarendon Press, Oxford 1917,  (Digitalisat).
- mit Nevill Forbes, George A. Birkett: Russia. From the Varangians to the Bolsheviks. With an Introduction by Ernest Baker. Clarendon Press, Oxford 1918, (Digitalisat).
- Nineteenth Century Europe and Britain. Collins Sons & Co., London u. a. 1922, (Digitalisat).
- The Road to Ruin in Europe. 1890–1914. Dent, London 1932.
- The Beauty of the North Cotswolds. Clift & Ryland, Stow-on-the-Wold 1946.